# Julius Moses
Julius Moses (Posen, 2 juli 1868 – Theresienstadt, 24 september 1942) was een Duitse arts en politicus. Hij was namens de SDP lid van de Rijksdag. Hij werd door de nazi's vermoord vanwege zijn Joodse achtergrond.

## Levensloop
Moses werd geboren als de zoon van de Joodse kleermaker Isisdor Moses (1837-1892) en Pauline Levin (1843-1907). Hij groeide op in armoedige omstandigheden. Vier van zijn acht broers en zussen stierven op jonge leeftijd. Nadat Moses de middelbare school in 1888 had afgerond, ging hij geneeskunde studeren aan de Universiteit van Greifswald. In 1892 promoveerde hij op een proefschrift over hemofilie. Het jaar daarop opende hij een privékliniek in het noordelijk deel van Berlijn.
Rond 1895 raakte Moses politiek betrokken. Hij hield in dat jaar een speech voor de Duitse Liberale Arbeidsvereniging en sprak de wens uit voor een gedenkteken voor de gesneuvelden van 1848. In 1910 werd hij redacteur bij het blad Hausarztes van de Berlijnse huisartsenvereniging.
Moses was ook actief in Joodse maatschappelijke kringen. Van 1902 tot 1910 was hij hoofdredacteur van het weekblad Generalanzeigers für die gesamten Interessen des Judentums. Het had een oplage van een vijfentwintigduizend en werd in Berlijn verspreid. Op Moses' aandrang publiceerde de schrijver Thomas Mann in 1907 het essay Die Lösung der Judenfrage (in het Nederlands: De oplossing van het Jodenvraagstuk). Mann vond dat dat vraagstuk niet kon worden opgelost door het zionisme of door te streven naar volledige assimilatie. De oplossing moest worden gevonden in het ontwikkelen van een deels geassimileerde Europese vorm van Jodendom, waarbij de typische gettojood verdween. Moses zelf zag het zionisme eerder als oplossing van het "vraagstuk".
Moses sloot zich in 1912 aan bij de Sozialdemokratische Partei Deutschlands (SPD). Hij maakte zich hard voor de verspreiding van kennis over seksuele hygiëne en anticonceptie. Met de door hem gepropageerde "geboortestaking" maakte hij zich impopulair in conservatieve kringen, waar vanuit een militaristisch oogpunt door velen werd gepleit voor een hoog geboortecijfer. In 1913 was hij betrokken bij de oprichting van de Sociaal-Democratische Medische Vereniging.
Voor de SPD werd Moses in 1920 gekozen in de Rijksdag. In het parlement pleitte hij voor betere sociale omstandigheden voor de arbeidersklasse. Hij vond dat vrouwen tijdens de zwangerschap minder moesten kunnen werken en dat er iets moest worden gedaan tegen het heersende woningtekort. In 1930 was hij betrokken bij het opstellen van richtlijnen voor nieuwe therapeutische behandelingen en voor het uitvoeren van wetenschappelijke experimenten op mensen.
Na de machtsovername van de nazi's zat Moses van juni tot december 1933 in beschermende hechtenis. Hij scheidde na de aanname van de Rassenwetten van Neurenberg in 1935 van zijn niet-Joodse partner. Datzelfde jaar werd hij gedwongen te verhuizen naar een zogenaamd Judenhaus in de Berlijnse wijk Tiergarten. Zijn vergunning als huisarts werd ook ingetrokken. Op 7 juli 1942 werd hij naar concentratiekamp Theresienstadt gedeporteerd. Daar stief hij eind september 1942 onder onopgehelderde omstandigheden.

## Persoonlijk
Moses trouwde in 1896 met Gertrud Moses (1874-1943) met wie hij drie kinderen kreeg. Het echtpaar scheidde in 1913. Een dochter uit dit huwelijk overleed tijdens de Holocaust. In 1913 hertrouwde hij met Elfriede Nemitz (1893-1979), met wie hij nog twee kinderen kreeg. Moses werd als gevolg van de Neurenbergwetten gedwongen te scheiden in 1935.
De naam van Moses staat op het Monument voor de vermoorde leden van de Rijksdag. Bij zijn voormalige woonhuis aan de Bundesratufer 9 in Berlijn ligt een stolpersteine.